# لیک کالیفرنیا، کالیفرنیا
لیک کالیفرنیا (به انگلیسی: Lake California) یک منطقهٔ مسکونی در ایالات متحده آمریکا است که در شهرستان تهاما، کالیفرنیا واقع شده‌است. لیک کالیفرنیا ۱۷٫۱۶۷ کیلومتر مربع مساحت و ۳٬۰۵۴ نفر جمعیت دارد و ۱۸۱٫۹۷ متر بالاتر از سطح دریا واقع شده‌است.